# Puccinia eriophori
Puccinia eriophori är en svampart som beskrevs av Thüm. 1880. Puccinia eriophori ingår i släktet Puccinia och familjen Pucciniaceae.   Inga underarter finns listade i Catalogue of Life.